# Higham Ferrers
Pour les articles homonymes, voir Higham et Ferrers.
Higham Ferrers est un bourg traditionnel de la Vallée de la Nene, dans l'est du Northamptonshire, aux confins du Cambridgeshire et du Bedfordshire. Il forme une conurbation avec Rushden au sud, et sa population est de 8 827 habitants en 2021. Le centre-ville a conservé plusieurs édifices anciens sur la place du Marché et dans College Street.

## Histoire
Place de marché au Moyen Âge, Higham Ferrers doit sa première charte a un seigneur avisé qui en 1251 lui accorda le statut de borough afin de faire de la communauté villageoise qui s'était regroupée aux portes de son château, une petite ville prospère.
L’archevêque de Cantorbéry Henry Chichele (né vers 1364 – 12 avril 1443), fondateur de All Souls College (Oxford) est né à Higham Ferrers. 
La deuxième charte date de 1556, et s'inscrit dans l'avènement de Marie Tudor. Pendant de longues années, la ville fut le siège d'un partisan de la Couronne nommé par le Duc de Lancastre, lors le plus grand propriétaire terrien d'Angleterre. À l'avènement de  Jacques Ier, puis de Charles II (Corporations Act de 1662), les bourgeois saisirent l'occasion pour faire confirmer (et même étendre) leurs prérogatives et libertés urbaines.
La ville comptait au nombre des Bourgs pourris et possédait un siège à la Chambre des communes (Royaume-Uni) jusqu'au Reform Act de 1832.
Avec la loi sur les communautés urbaines de 1882, une nouvelle charte de la reine Victoria réorganisa la gouvernance pour la mettre en conformité avec la nouvelle ligislation. Cette charte est la première à être écrite en anglais (les versions antérieures étaient écrites en latin).
On pense que le château est de peu postérieur à la conquête normande de 1066. Il cessa d'être habité vers la fin du XVe siècle et, par suite de son délabrement, fut finalement démoli en 1523 ; les pierres furent réemployées à la construction du château de Kimbolton. Il ne subsiste des douves et de la motte castrale anglo-normande qu'une butte engazonnée et une mare. Dans le jardin de l'auberge de Green Dragon Inn, qui recoupe une partie de l'enceinte extérieure du château disparu, on voit encore les ruines d'un colombier à plan rectangulaire.

## Transport et moyens de communication
Au XXe siècle, la ville, se trouvant à la jonction de l'autoroute A45 reliant Northampton à Cambridge, et de l’autoroute A6 reliant  Londres à Leicester, était congestionnée par les embouteillages. Au début des années 1990, le contournement à 2×2 voies de Higham Ferrers par l'A45 a permis de décharger l'ancienne route (qui empruntait les petites rues pittoresques de Kimbolton), devenue depuis la route B645. Les contournements de Higham Ferrers et de Rushden par l'autoroute A6, moins chargée, n'a été inaugurée que plus tard, le 14 août 2003, l'ancienne route entre les deux villes étant requalifiée en A5028.
La gare de Higham Ferrers formait le terminus d'un court embranchement (8,5 km) de la ligne Wellingborough de la Cie Midland Railway. Il y avait un arrêt à Rushden. La gare a été fermée au trafic voyageurs en 1959 et a été fermée définitivement en 1969. Aujourd'hui, la gare la plus proche est celle de Wellingborough, à plus de 6 km, mais aucune ligne de bus ne permet de rallier Higham Ferrers de là.
Toutefois la gare de Rushden est toujours en exploitation, et la Cie Rushden, Higham and Wellingborough Railway envisage de prolonger la ligne jusqu'à l'ancienne gare et même jusqu'à Wellingborough (ce qui ferait de cette ligne touristique l'une des seules du Royaume-Uni à ré-emprunter l'itinéraire originel).
Higham Ferrers est raccordée au central de commutation téléphonique British Telecom de Rushden qui bénéficie désormais du dégroupage. Mais la longueur excessive du réseau câblé et l'atténuation du signal font que les quartiers nord (les plus éloignés du relais téléphonique) ne bénéficient que d'un débit limité à 3Mbauds. British Telecom a inscrit le central de commutation de Rushden en tête de liste du programme de câblage haut-débit FTTC (Fibre-to-the-Cabinet) (Phase 4b, lancement en décembre 2010).

## Édifices publics
La bibliothèque municipale de Higham Ferrers] se trouve dans Midland Road.
L'hôtel de ville, sur la place du marché, a été reconstruit en 1808.

## Politique
Le conseil municipal comporte 16 Conseillers élus. Il nomme un maire et un maire-adjoint tous les mois de mai.
| Council Year | Mayor        | Deputy Mayor |
| ------------ | ------------ | ------------ |
| 2012 / 2013  | S A Mantle   | A Dunn       |
| 2011 / 2012  | B Jackson    | S Mantle     |
| 2010 / 2011  | V M Newbery) | H. Jackson   |

Le conseil municipal de Higham Ferrers pour 2012-2013
| M P Beesley  | A Dunn         | K M Dunn        | R J Gell   |
| C Ingram     | Cllr B Jackson | Cllr D C Lawson | S A Mantle |
| V M Newbery  | A M T Reading  | A M Sauntson    | P Tomas    |
| M E Tuffnail | G Whiting      | P H Whiting     | S H Wiles  |

## Le séminaire de Chichele College
Le séminaire de Chichele College, à Higham Ferrers, a été créé en 1422 par Henry Chichele, Archevêque de Cantorbéry, et était destiné aux chanoine séculiers.
Il pouvait accueillir 8 prêtres, 4 clercs, 6 choristes et un professeur de chant et de grammaire latine. On y chantait les prières pour le roi, la reine, la saint Vierge, Saint Thomas, Saint Edouard, les parents de Henry Chichele et l'âme des fidèles défunts.
Depuis le séminaire a été converti en auberge, puis a servi de ferme. Il n'en reste aujourd'hui que des ruines, à l'exception d'une pièce qui sert de hall d'exposition.

## L’hospice dit « Bede House »
En 1422, alors qu'il envisageait la création d'un séminaire cathédral à Higham Ferrers, l'archevêque Henry Chichele fit édifier une pension, Bede House, « sur une place voisine du presbytère et du cimetière », permettant d'héberger 12 hommes de plus de 50 ans avec une femme à leur service.
Le bâtiment comportait une salle principale dotée d'une grande et ancienne cheminée. Chaque pensionnaire disposait d'une petite chambre fermant à clef, séparée par une simple cloison des chambres voisines. Au Sud, une partie du presbytère fut annexée pour former un petit jardin.
Alors qu'à cette époque il n'existait aucun système de retraite, Henry Chichele accordait à chaque homme et à la femme une pension de 1 pence d'argent par jour (le salaire moyen d'un ouvrier était alors de 5 pence par semaine).

## Auberges
- The Old House, maison d'un riche négociant de la ville, remontant à 1580.
- The Green Dragon Hotel, un ancien relais de poste datant de 1724.